# Woodland Mills (Tennessee)
Woodland Mills es una ciudad ubicada en el condado de Obion en el estado estadounidense de Tennessee. En el Censo de 2010 tenía una población de 378 habitantes y una densidad poblacional de 118,37 personas por km².

## Geografía
Woodland Mills se encuentra ubicada en las coordenadas 36°28′35″N 89°6′38″O / 36.47639, -89.11056. Según la Oficina del Censo de los Estados Unidos, Woodland Mills tiene una superficie total de 3.19 km², de la cual 3.19 km² corresponden a tierra firme y (0%) 0 km² es agua.

## Demografía
Según el censo de 2010, había 378 personas residiendo en Woodland Mills. La densidad de población era de 118,37 hab./km². De los 378 habitantes, Woodland Mills estaba compuesto por el 89.68% blancos, el 6.61% eran afroamericanos, el 0% eran amerindios, el 0% eran asiáticos, el 0% eran isleños del Pacífico, el 3.17% eran de otras razas y el 0.53% pertenecían a dos o más razas. Del total de la población el 3.7% eran hispanos o latinos de cualquier raza.